# Heinrich Racker
Heinrich Racker, ou Enrique Racker, comme on l’appelait en Argentine (1910-1961), est un psychanalyste argentin, né en Autriche, en 1910, à Neu-Sandez, ville polonaise aujourd’hui.

## Biographie
En 1914, sa famille s’installe à Vienne, son père a une bonne situation comme marchand et se trouve à la tête d'un journal en faveur du sionisme. Adolescent, Heinrich étudie la musique et devient professeur de piano. En 1935, il obtient le doctorat de musicologie et de philosophie à l'Université de Vienne.
En 1936, il entre à l’Institut psychanalytique de Vienne et entreprend une analyse didactique avec Hans Lampl-De Groot, accompagnée d'une pratique clinique. Il commence alors des études à la Faculté de médecine mais doit les interrompre, en raison de la mort de son père en 1937, puis de l’Anschluss, en 1938, qui le conduit à s'exiler en Argentine en 1939.
A Buenos Aires, il rencontre d'autres exilés européens qu'il fréquente et arrive à subsister en dispensant des cours de piano. Il effectue une analyse avec Angel Garma puis avec Marie Langer et en 1947, il devient membre de l'Association psychanalytique argentine (APA), créée en 1942.
Devenu didacticien, il sera notamment l'analyste de Horacio Etchegoyen.
Son ouvrage principal est l’étude sur la technique psychanalytique du transfert et du contre-transfert publié pour la première fois en 1960 et qui ne sera traduit en français qu'en 1997.
Alors qu'il est directeur de l’Institut de formation de l’association argentine et qu'il prépare la création d’une clinique psychanalytique, il est atteint d'un cancer du foie et meurt peu de temps après en 1961 à l'âge de 50 ans.

## Ses idées principales
Ses apports sur le transfert et sur le contre-transfert sont majeurs et ont eu une forte influence sur la technique psychanalytique. Son premier article: La névrose de contre-transfert a un côté « révolutionnaire » et il se fait au moment où Winnicott publie son article: La haine dans le contre-transfert, en 1948, avant le fameux article de Paula Heimann sur le contre-transfert à Londres en 1950. Son interrogation reposait sur une observation : « Dès le début de mon travail en tant qu'analyste, j'étais impressionné et préoccupé par la distance remarquable qui existe entre d'une part la grande étendue et la grande profondeur du savoir psychanalytique et, d'autre part les limitations pour rendre ce savoir efficace dans la transformation psychologique des analysants ». C'est à partir de ce constat technique, ainsi que des œuvres de Melanie Klein et de ses successeurs, que Racker reprend les idées sur le transfert que Freud avait laissées en friche en 1916.
Le contre-transfert n'avait été envisagé que depuis les années 1940 et ce retard constituait un sérieux obstacle pour la perception et la compréhension du transfert, car, ajoute-t-il « le contre-transfert est la réponse vivante au transfert, s'il est muselé, le transfert ne peut atteindre sa plénitude de vie et de connaissance ». Les idées que Racker a exposées dans des conférences et des articles dans les années 1940 - 50 ont généralement été bien accueillies en Amérique latine, aux USA et peu discutées en France en particulier.
Le transfert et le contre-transfert sont « l'axe du processus analytique » répète-t-il tout au long de son œuvre.

### Études sur la technique psychanalytique
La technique psychanalytique a été marquée dans ses débuts par le passage d'une période où la suggestion était le principal facteur de la cure, suggestion post-hypnotique à celui de la découverte des résistances. Freud, après avoir découvert avec Breuer le jeu des tendances psychiques qui avaient causé le refoulement et avoir institué la méthode nommée la « talking cure » pour les lever, l'un et l'autre durent mesurer chez leurs patients des tendances opposées à la guérison qu'ils espéraient : les résistances. Dans la cure d'Anna O. elles s'étaient traduites par les manifestations d'un transfert amoureux et d'une réaction de fuite contre-transférentielle de Breuer. La résistance à la levée du refoulement provenait du fait que ces souvenirs étaient douloureux, honteux ou immoraux pour l'analysant. Ce mécanisme pouvait prendre plusieurs formes, du silence au bavardage, de l'omission, en passant par l'agir et pouvait aller jusqu'à la réaction thérapeutique négative. Freud change de technique et instaure la règle fondamentale qui consiste à demander au patient de dire : « toutes ses pensées, tout ce qui lui venait à l'esprit, sans rien omettre, même douloureux, ou apparemment dépourvu de sens ou sans importance, ou déplacé ». Il s'agissait ainsi de se livrer à la libre association.
Dans son ouvrage principal consacré aux Études sur la technique psychanalytique, Racker précise que cette évolution de la technique de Freud a été précédée de nombreux travaux, essais- erreurs techniques, succès et/ou échec thérapeutiques. La prise de conscience devait guérir le sujet, il s'agissait de se remémorer un souvenir, un désir sexuel traumatiques, etc. Le travail de l'analyste était alors de « deviner » à partir des associations libres du patient ce qui révélait ce désir issu des pulsions infantiles, ou ce souvenir, et de le lui communiquer sous forme d'interprétation. L'interprétation des pulsions infantiles devint l'instrument thérapeutique par excellence.
Mais ce progrès ne suffit point, des patients ne trouvaient pas bénéfice à ce travail et continuaient à tenir les représentations refoulées et étrangères au Moi. Les résistances continuaient alors leur travail. Il fallut donc s'attaquer à elles et c'est ainsi que Freud en arrive à l'idée d'interprétation des résistances. Il fallait montrer comment le moi rejette la pulsion et les représentations qui s'y rattachent et pourquoi il le faisait. Racker illustre son propos par une citation de Nietzsche : « J'ai fait cela, dit ma mémoire. Je ne peux l'avoir fait, dit ma fierté qui reste implacable. Finalement la mémoire cède ». Il s'agissait alors de mettre au jour les mécanismes de défenses du moi tels que le refoulement, le désinvestissement, la projection, l'introjection, le clivage, etc. Bref tout ce qui s'oppose à l'intégration que vise l'analyse.
Un autre phénomène est alors venu s'interposer aux ambitions thérapeutiques de Freud.
Alors qu'un patient semblait collaborer au travail associatif, il venait soudain à se montrer exagérément hostile ou manifestait des sentiments d'amour non sublimés, etc. La personne de l'analyste devenait alors centrale et brouillait ou même compromettait le travail analytique. Freud prit conscience du phénomène du transfert qu'il mettait alors exclusivement au service des résistances. À la place de se remémorer, le patient répétait et transférait dans sa relation au médecin des sentiments contenus dans ses complexes infantiles refoulés. Ces complexes infantiles s'étaient d'abord exprimés envers les objets primaires, en général les parents, et c'est ceux-ci qui maintenant se manifestaient dans l'analyse. À partir de ce moment, note Racker, Freud appelle transfert « l'intégralité des phénomènes psychologiques et des processus reportés par les patients sur l'analyste et provenant d'autres relations d'objet antérieures ».

### Réception en France
Racker a longtemps été ignoré en France d'une part, si on s'en réfère à Horacio Etchegoyen  à cause des positions de Jacques Lacan sur le contre-transfert et, d'autre part, du retard dans la traduction de ses écrits. Progressivement, son œuvre s'est constituée autour de la question du maniement technique du contre-transfert.

## Publications
- (es) Observaciones sobre la contratransferencia como instrumento técnico, dans la Revue de psychanalyse de l'Association psychanalytique argentine, 1951.
- (en) A contribution to the problem of countertransference, dans la revue International Journal of Psycho Analysis 34:4 (1953), pp. 313-324.
- (en) The meanings and uses of countertransference, in Psychoanalytic Quarterly 26:3 (1957), pp. 303-357.
- (es) Psicoanálisis del espíritu; consideraciones psicoanalíticas sobre filosofía, religión, antropología, caracterología, música, literatura, cine, Buenos Aires: Nova. A.P.A., 1957.
- (de) Übertragung und Gegenübertragung : Studien zur psychoanalytischen Technik, 1959, traduit en anglais : Transference and countertransference, Londres, Hogarth Press, International psycho-analytical library, n° 73, 1968.
- (fr) Transfert et contre-transfert. Études sur la technique psychanalytique (1960), Meyzieu, Césura, 1997, traduit de l'espagnol par Nadège Foucher et Pierre Lecointe, préface de Léon Grinberg et Rebeca Grinberg   (ISBN 2905709790).
- (es) Psicoanalisis y ética (Psychanalyse et éthique) conférence donnée en Argentine en 1960, rapportée in Leon Grinberg : Culpabilité et dépression, Ed. Les belles lettres, Coll. Confluents psychanalytiques, 1992,  (ISBN 2251334483). [remarque : ce texte semble introuvable dans l'ouvrage de Grinberg. Il a été publié en espagnol dans E. Racker, Psicoanálisis y ética : homenaje a Enrique Racker, Asociación Psicoanalítica Argentina., Buenos Aires, 1961.]